# Gephyrellula
Genre
Synonymes
- Gephyrella Mello-Leitão, 1918 nec Dyar, 1914

Gephyrellula est un genre d'araignées aranéomorphes de la famille des Philodromidae.

## Distribution
Les espèces de ce genre se rencontrent en Amérique du Sud.

## Liste des espèces
Selon World Spider Catalog (version 26, 26/04/2025) :
- Gephyrellula condeuba Schinelli, do Prado, Baptista & Takiya, 2025
- Gephyrellula lavidabonita Galvis, Casas, Villareal & Sherwood, 2024
- Gephyrellula violacea (Mello-Leitão, 1918)

## Systématique et taxinomie
Gephyrella Mello-Leitão, 1918, préoccupé par Gephyrella Dyar, 1914, a été remplacé par Gephyrellula par Strand en 1932.

## Publications originales
- Strand, 1932 : « Miscellanea nomenklatorica zoologica et palaeontologica, III. » Folia Zoologica et Hydrobiologica, vol. 4, p. 133-147.
- Mello-Leitão, 1918 : « Un genero novo de Thomisidas da sub-familia Philodrominae. » Revista da Sociedade Brasileira de Sciencias, vol. 2, p. 121-123.